# Възкресение Христово (Еловец)
„Свето Възкресение Христово“ (на македонска литературна норма: „Воскресение Христово“) е възрожденска православна църква във велешкото село Еловец, централната част на Северна Македония. Част е от Повардарската епархия на Македонската православна църква. Църквата е гробищен храм, разположен в северната част на селото. Построена е в 1908 година. Неин автор е Андон Китанов. Изписана е от Димитър Папрадишки.